# Григорьев-Брагин, Ефим Григорьевич
Ефи́м Григо́рьевич Григо́рьев-Бра́гин (настоящая фамилия — Бра́гин; 1 мая 1894, Краснополье, Могилёвская губерния — неизвестно) — советский сценарист.

## Биография
Родился 1 мая 1894 года на территории современной Белоруссии. Вскоре после рождения Ефима его семья переехала в Москву, где в 1918 году поступил на факультет общественных наук МГУ, который окончил в 1923 году. В 1933 году поступил в МСХА, которую окончил в 1938 году. Некоторое время работал в системе Минсельхоза и Наркомзема СССР. С 1933 года начал сценарную деятельность, начиная с конца 1940-х годов вошёл в состав киностудии Моснаучфильм, где писал сценарии к научным фильмам. Дальнейшая судьба неизвестна.

## Фильмография

### Сценарист
- 1959 — Голубые песцы Пети Синявина
- 1960 — Ребята и утята (совм. с В. Никитиной)